# 赖大
赖大，《红楼梦》的人物（首见第十六回），荣国府大管家，其母是贾府女仆赖嬷嬷。赖大生在贾府，深得贾母信任，修建大观园时担任总管。赖大有一个花园，可见他收入不薄。妻子称为赖大家的，有子赖尚荣，捐官知县。贾政旅途中缺乏盘缠，向赖尚荣借银五百两，赖尚荣只肯借五十两，贾政大怒不受。赖大得知，生恐主人回来追究，赶紧告假赎身，不知去向。